# ديري سيتي
نادي ديري سيتي لكرة القدم (بالإنجليزية: Derry City F.C.)‏ هو نادي كرة قدم محترف في أيرلندا الشمالية تأسس في عام 1928 ويقع في مدينة ديري، أيرلندا الشمالية. يلعب في دوري الدرجة الممتازة الأيرلندي.

## روابط خارجية
- الموقع الرسمي